# Tmetolophota stulta
Tmetolophota stulta är en fjärilsart som först beskrevs av Alfred Philpott 1905.  Tmetolophota stulta ingår i släktet Tmetolophota och familjen nattflyn. Inga underarter finns listade i Catalogue of Life.